# Pákolitz István
Pákolitz István (Paks, 1919. szeptember 18. – Pécs, 1996. május 14.) József Attila-díjas (1963) magyar író, költő, pedagógus.

## Élete
A Tolna vármegyei Pakson született Pákolitz György és Homoki Magdolna gyermekeként.
1937–1942 között a kalocsai tanítóképző diákja volt. 1950–1952 között szaktanító, 1952–1954 között pedig szaktanár képesítést szerzett. 1965–1967 között az ELTE BTK magyar szakán tanult.
1942–1945 között Maglódon, 1945–1954 között pedig Pakson tanított. 1944–45-ben Felső-Ausztriában hadifogoly volt. 1954–55-ben járási népművelési vezetőként dolgozott. 1955–1968 között a Baranya Megyei Tanács művészeti főelőadója, 1968–1980 között a Jelenkor szerkesztője, 1976-tól az Írószövetség dél-dunántúli csoportjának elnöke volt.

## Költészete
Verseit a harmóniára törekvő lírai realizmus jellemezte, majd az 1960-as évek világképváltozása megrendülést, elégikus rezignációt hozott. Igazi hangváltást Koronák című 1974-es kötete jelentett: kísérletezett a modernizált klasszicizmussal, a szabad verssel, a szatirikus megoldásokkal. Kiemelkedőek a gyerek- és ifjúkori élményvilágát feldolgozó versei. Diákkori emlékeit az 1980-as Bögrésdiákok című kisregényében írta meg. Gyermekeknek szóló kötetei is megjelentek.

## Magánélete
1943-ban házasságot kötött Pipellán Gabriellával. Három gyermekük született: Gabriella (1944, Pécsi Gabriella néven néhány verseskötete jelent meg), István (1948) és Éva (1954).

## Művei
- Három költő (versek, 1954) (Boda Istvánnal és Petrovácz Istvánnal)
- Évgyűrűk (vers, 1955)
- Szüret (versek, 1958)
- Altató (gyermekversek, 1961)
- Fény és árnyék (versek, 1962)
- Esti dal (versek, 1963)
- Messzenéző (versek, 1965)
- Igazságos Mátyás (elbeszélő költemények, 1966)
- Ami lehet (versek, 1969)
- Jel (válogatott versek, 1971)
- Zöldarany (versek, 1972)
- Pitypang (gyermekversek, 1972)
- Koronák (versek, 1974)
- Vargabetűk (versek, 1978)
- Kínálgató (gyermekversek, 1979)
- Bögrésdiákok (kisregények, 1980)
- Kikerics (versek, 1981)
- Bagolytrombita (gyermekversek, 1984)
- Tűzbenéző (versek, 1987)
- Mandulavirág (versek, hangjáték, 1989)
- Megváltatlan (versek, 1993)
- Pepitafüzetemből. Próza és vers; Pro Pannonia, Pécs, 1996 (Pannónia könyvek)
- Busófarsang; Alexandra, Pécs, 1997
- Pákolitz István levelesládájából, 1947–1994; sajtó alá rend., jegyz., utószó Nagy Imre; Pro Pannonia, Pécs, 2007 (Pannónia könyvek)
- „Ha mondod még”. Pákolitz István válogatott versei és kisprózái; vál., szerk. Véryné Pákolitz Éva; Pákolitz István Városi Könyvtár, Paks, 2016 (Hiador könyvek)

## Műfordítása
- Stuart Mária (drámafordítás, 1959)

## Díjai
- József Attila-díj (1963)[1]
- Szocialista Kultúráért (1972)
- A Munka Érdemrend arany fokozata (1979)
- Kiváló Dolgozó (1981)
- Janus Pannonius Művészeti Díj (1982)
- Pro urbe Pécs (1984)[1]
- SZOT-díj (1984)
- Aranytoll (1988)
- Paks díszpolgára (1988)
- A Magyar Népköztársaság aranykoszorúval díszített Csillagrendje (1989)
- Martyn Ferenc-díj (1994)
- Pécs díszpolgára (1994)
- A Magyar Köztársasági Érdemrend kiskeresztje (1994)

## Emlékezete
- Pécsett utca viseli nevét.
- A paksi városi könyvtár felvette a nevét.